# Women’s Premier Ice Hockey League 2001/02
Die Saison 2001/02 war die 20. Austragung der höchsten englischen Fraueneishockeyliga, der Women’s Premier Ice Hockey League. Die Ligadurchführung erfolgt durch die English Ice Hockey Association, den englischen Verband unter dem Dach des britischen Eishockeyverbandes Ice Hockey UK. Der Sieger erhielt den Chairman’s Cup. Nachdem die jahrelange Siegesserie im Vorjahr unterbrochen wurde, holten sich die Sunderland Scorpions den Titel zurück.

## Modus
Zunächst spielten alle Mannschaften eine einfache Runde mit Hin- und Rückspiel. Die vier Besten erreichten das Halbfinale. Eine Relegation fand nicht statt. Der Letztplatzierte stieg in die Division I ab, der Play-off-Sieger der Division I stieg direkt in die Premier League auf.

## Hauptrunde
| Platz | Mannschaft           | Spiele | S  | U | N  | Tore   | Punkte |
| ----- | -------------------- | ------ | -- | - | -- | ------ | ------ |
| 1.    | Guildford Lightning  | 16     | 15 | 0 | 1  | 81:12  | 30     |
| 2.    | Sunderland Scorpions | 16     | 13 | 1 | 2  | 76:22  | 27     |
| 3.    | Cardiff Comets       | 16     | 9  | 2 | 5  | 50:33  | 20     |
| 4.    | Bracknell Queen Bees | 16     | 7  | 4 | 5  | 62:49  | 18     |
| 5.    | Kingston Diamonds    | 14     | 6  | 2 | 8  | 39:30  | 14     |
| 6.    | Swindon Topcats      | 14     | 6  | 2 | 8  | 50:41  | 14     |
| 7.    | Slough Phantoms      | 14     | 4  | 2 | 10 | 40:63  | 10     |
| 8.    | Billingham Wildcats  | 14     | 4  | 1 | 11 | 39:69  | 9      |
| 9.    | Nottingham Vipers    | 14     | 1  | 0 | 15 | 13:131 | 2      |

## Final Four

### Halbfinale
| 25. Mai 2002 | Guildford Lightning Sophie Randerz (11:08, 14:18) Jenny Hepp (16:59) Sophie Randerz (19:29) Louise Fisher (24:40) Fiona King (28:31) Lianne Legere (41:17, 46:29) Lisa King (48:13) | 9:0 (4:0, 2:0, 3:0) Spielbericht | Bracknell Queen Bees | Hull |

| 25. Mai 2002 | Sunderland Scorpions Lynsey Emmerson (22:48) Teresa Lewis (34:13, 37:40) Jane Price (41:33) | 4:2 (0:0, 3:0, 1:2) Spielbericht | Cardiff Comets Lorraine McMullen (42:55) Shelley Owen (45:29) | Hull |

### Spiel um den 3. Platz
| 26. Mai 2002 | Bracknell Queen Bees Charlotte Barsby (19:07) Claire Pannel (27:12, 38:13) Laura Stark (42:27) | 4:3 (1:0, 2:2, 1:1) Spielbericht | Cardiff Comets Elaine Langford (26:30) Laura Burns (37:35, 42:47) | Hull |

### Finale
| 26. Mai 2002 | Guildford Lightning Lianne Legere (24:48) | 1:2 (0:0, 1:0, 0:2) Spielbericht | Sunderland Scorpions Helen Stowe (44:45) Teresa Lewis (47:36) | Hull |

## Division 1
Die Women’s National Ice Hockey League ist nach der Premier League die zweite Stufe der englischen Fraueneishockeyliga. In ihr ist die Division 1 die höchste Klasse. Sie ist in zwei regionale Gruppen gegliedert. In der Nordgruppe wurde eine Doppelrunde, in der Südgruppe eine Einfachrunde gespielt.
| North | North                  | North  | North | North  | North    | North  | North  |
| ----- | ---------------------- | ------ | ----- | ------ | -------- | ------ | ------ |
| Platz | Mannschaft             | Spiele | Siege | Unent. | Niederl. | Tore   | Punkte |
| 1.    | Sheffield Shadows      | 16     | 15    | 1      | 0        | 101:31 | 31     |
| 2.    | Whitley Bay Squaws     | 16     | 10    | 1      | 5        | 102:60 | 21     |
| 3.    | Telford Wrekin Raiders | 16     | 7     | 2      | 7        | 056:59 | 16     |
| 4.    | Blackburn Thunder      | 16     | 3     | 2      | 11       | 037:66 | 8      |
| 5.    | Altrincham             | 16     | 2     | 0      | 14       | 019:99 | 4      |

| South | South                      | South  | South | South  | South    | South  | South  |
| ----- | -------------------------- | ------ | ----- | ------ | -------- | ------ | ------ |
| Platz | Mannschaft                 | Spiele | Siege | Unent. | Niederl. | Tore   | Punkte |
| 1.    | Basingstoke Bison Ladies   | 18     | 15    | 1      | 2        | 91:023 | 31     |
| 2.    | Romford Nighthawks         | 18     | 14    | 2      | 2        | 87:026 | 30     |
| 3.    | Solihull Vixens            | 18     | 14    | 1      | 3        | 97:020 | 29     |
| 4.    | Oxford City Midnight Stars | 18     | 10    | 1      | 7        | 52:028 | 21     |
| 5.    | Guildford Lightning II     | 18     | 9     | 1      | 8        | 76:065 | 19     |
| 6.    | Invicta Dynamics           | 18     | 8     | 2      | 8        | 51:055 | 18     |
| 7.    | Milton Keynes Falcons      | 18     | 8     | 0      | 10       | 70:054 | 16     |
| 8.    | Chelmsford Cobras          | 18     | 4     | 0      | 14       | 55:108 | 8      |
| 9.    | Streatham Storm            | 18     | 2     | 1      | 15       | 34:089 | 5      |
| 10.   | Oxford University          | 18     | 1     | 1      | 16       | 22:167 | 3      |

Finalrunde
In einem Finalturnier wurde unter den jeweils beiden Besten der beiden Gruppen um den Sieg in der Division 1 gespielt. Die Spiele gingen über 3×15 Minuten. Der Sieger stieg in die Premier League auf.
| 25. Mai 2002 | Sheffield Shadows Laura Burke (6:39, 14:36, 42:44) Jacqui Memmott (PS) | 4:3 n. P. (2:0, 0:2, 1:1, 0:0, 1:0) Spielbericht | Romford Nighthawks Zoe Gilbert (27:17) Sophie Gilbert (29:16, 43:44) | Hull |

| 25. Mai 2002 | Basingstoke Bison Ladies Christine Newman (38:10, 38:37) | 2:4 (0:0, 0:2, 2:2) Spielbericht | Whitley Bay Squaws Sara Christie (16:39) Sarah Smith (16:49) Claire Oldfield (36:18, 43:11) | Hull |

Spiel um Platz 3
| 26. Mai 2002 | Romford Nighthawks Tracy Paul (5:05) Zoe Gilbert (23:34) | 2:3 n. P. (1:1, 1:1, 0:0, 0.0, 0:1) Spielbericht | Basingstoke Bison Ladies Emma Toose (12:53) Karen Probin (18:49) Natalie West (PS) | Hull |

Finale
| 26. Mai 2002 | Sheffield Shadows Emily Turner (1:37) Sarah Ledger (12:18) Emily Turner (15:46) Sarah Poulter (16:05) Hazel Wilson (16:53) Jacqui Memmott (32:32) Sarah Poulter (42:26) | 7:2 (2:0, 3:0, 2:2) Spielbericht | Whitley Bay Squaws Claire Oldfield (38:30, 41:30) | Hull |